# Chinami Tokunaga
Chinami Tokunaga (徳永千奈美, Chinami Tokunaga), née le 22 mai 1992 à Kanagawa (Japon) est une idole japonaise et chanteuse de J-pop faisant partie du groupe Berryz Kōbō depuis janvier 2004 au sein du Hello! Project. Elle débute en 2002, sélectionnée avec le Hello! Project Kids, et participe aussi aux groupes provisoires H.P. All Stars en 2004 et ZYX-α en 2009. Berryz Kōbō cesse ses activités en mars 2015, mais Chinami Tokunaga continue à travailler au H!P en tant que membre du staff, conseillère des artistes.

## Groupes

### Au sein du Hello! Project
- Hello! Project Kids (2002-2015) en pause
- Berryz Kōbō (2004-2015) en pause
- H.P. All Stars (2004)
- Hello! Project Shirogumi (2005)
- Wonderful Hearts (2006–2009)
- ZYX-α (2009)
- Ganbarō Nippon Ai wa Katsu Singers (2011)
- Bekimasu (2011)
- Hello! Project Mobekimasu (2011)
- DIY♡ (2012)
- Mellowquad (2013)

## Discographie

### Avec Berryz Kobo
Singles
- 3 mars 2004 : Anata Nashi de wa Ikite Yukenai
- 28 avril 2004 : Fighting Pose wa Date ja nai!
- 26 mai 2004 : Piriri to Yukō!
- 25 août 2004 : Happiness ~Kōfuku Kangei!~
- 10 novembre 2004 : Koi no Jubaku
- 30 mars 2005 : Special Generation
- 8 juin 2005 : Nanchū Koi wo Yatterū You Know?
- 3 août 2005 : 21ji Made no Cinderella
- 23 novembre 2005 : Gag 100 Kaibun Aishite Kudasai
- 29 mars 2006 : Jiriri Kiteru
- 2 août 2006 : Waracchaō yo Boyfriend
- 6 décembre 2006 : Munasawagi Scarlet
- 7 mars 2007 : Very Beauty
- 27 juin 2007 : Kokuhaku no Funsui Hiroba
- 28 novembre 2007 : Tsukiatteru no ni Kataomoi
- 12 mars 2008 : Dschinghis Khan
- 9 juillet 2008 : Yuke Yuke Monkey Dance
- 5 novembre 2008 : Madayade
- 11 mars 2009 : Dakishimete Dakishimete
- 3 juin 2009 : Seishun Bus Guide / Rival
- 11 novembre 2009 : Watashi no Mirai no Danna-sama / Ryūsei Boy
- 3 mars 2010 : Otakebi Boy Wao! / Tomodachi wa Tomodachi Nanda!
- 14 juillet 2010 : Maji Bomber!!
- 10 novembre 2010 : Shining Power
- 2 mars 2011 : Heroine ni Narō ka!
- 8 juin 2011 : Ai no Dangan
- 10 août 2011 : Aa, Yo ga Akeru
- 21 mars 2012 : Be Genki -Naseba Naru!-
- 25 juillet 2012 : Cha Cha Sing
- 19 décembre 2012 : Want!
- 13 mars 2013 : Asian Celebration
- 19 juin 2013 : Golden Chinatown / Sayonara Usotsuki no Watashi
- 2 octobre 2013 : Motto Zutto Issho ni Itakatta / Rock Erotic
- 19 février 2014 : Otona na no yo! / Ichi-Oku San-senman so Diet Oukoku
- 4 juin 2014 : Ai wa Itsumo Kimi no Naka ni / Futsū, Idol 10nen Yatterannai Desho!?
- 11 novembre 2014 : Towa no Uta / Romance wo Katatte

Albums
- 7 juillet 2004 : 1st Chō Berryz
- 16 novembre 2005 : Dai 2 Seichōki
- 7 décembre 2005 : Special! Best Mini ~2.5 Maime no Kare~ (mini-album)
- 5 juillet 2006 : 3 Natsu Natsu Mini Berryz (mini-album)
- 1er août 2007 : 4th Ai no Nanchara Shisū
- 10 septembre 2008 : 5 (FIVE)
- 14 janvier 2009 : Berryz Kōbō Special Best Vol.1
- 31 mars 2010 : 6th Otakebi Album
- 30 mars 2011 : 7 Berryz Times
- 22 février 2012 : Ai no Album 8
- 30 janvier 2013 : Berryz Mansion 9th Floor
- 26 février 2013 : Berryz Kōbō Special Best Vol.2
- 30 janvier 2013 : Berryz Mansion 9 Kai

### Autres participations
- 1er décembre 2004 : All for One & One for All! (avec H.P. All Stars)
- 22 juin 2011 : Ai wa Katsu (avec Ganbarou Nippon Ai wa Katsu Singers)
- 6 août 2011 :  Makeru na Wasshoi! (avec Bekimasu), sortie limitée et ré-éditée le 21 décembre 2011
- 16 novembre 2011 : Busu ni Naranai Tetsugaku (avec Hello! Project Mobekimasu)
- 7 novembre 2012 : Forefore ~Forest For Rest~ / Boys be ambitious! (フォレフォレ~Forest For Rest~) (DIY♡ / Green Fields)
- 7 août 2013 : Lady Mermaid / Eiya-sa! Brother / Kaigan Shisou Danshi (avec Dia Lady, Mellowquad, HI-FIN)

### Autres chansons
- 15 juillet 2009 : Mirai Yosōzu II (Chanpuru 1 ~Happy Marriage Song Cover Shū~) du Hello! Project avec ZYX-α

## Filmographie
Films
- 14 décembre 2002 – Koinu Dan no Monogatari (仔犬ダンの物語☆?)
- 17 juillet 2004 / 5 septembre 2004 – Promise Land ~Clovers no Daibōken~ (Ｐｒｏｍｉｓｅ　Ｌａｎｄ～クローバーズの大冒険～, Promise Land ~Kurōbāzu no Daibōken~?)
- 2011 : Ousama Game (王様ゲーム) (Kamoshita Akemi)

Dramas
- 2012 : Suugaku♥Joushi Gakuen (数学♥女子学園)

Internet
- 2011 : Michishige Sayumi no "Mobekimasutte Nani??" (道重さゆみの『モベキマスってなに？？』)

## Divers
DVD
- 2012 : Orange (オレンジ)

Programmes TV
- 2002–2007 : Hello! Morning (ハロー! モーニング)
- 2007–2008 : Haromoni@ (ハロモニ@)
- 2008 : Berikyuu! (ベリキュー!)
- 2008–2009 : Yorosen! (よろセン!)
- 2010–2011 : Bijo Gaku (美女学)
- 2011–2012 : HELLOPRO! TIME (ハロプロ！ＴＩＭＥ)
- 2011– : Kaette Kita Berryz Kamen! (帰ってきたBerryz仮面!)
- 2012– : Hello! SATOYAMA Life (ハロー！ＳＡＴＯＹＡＭＡライフ)

Comédies musicales et théâtres
- 21 novembre 2012 au 2 décembre 2012 - Sugar Spot

MV
- 2003 : Fujimoto Miki - "Boogie Train '03" (back dancer)

Radio
- 2004-31 mars 2009 : Berryz Kōbō Kiritsu! Rei! Chakuseki!
- 10 avril 2009 : Berryz Kōbō Beritsū! (avec Saki Shimizu et Māsa Sudō)
- 2012- : BZS1422

Photobook
- 11 septembre 2009 : Chinami
- 12 octobre 2012 : metamorphose